# Nickisch Walder
Nickisch Walder ist ein Schweizer Architekturbüro, das 2005 von Georg Nickisch und Selina Walder in Flims gegründet wurde.

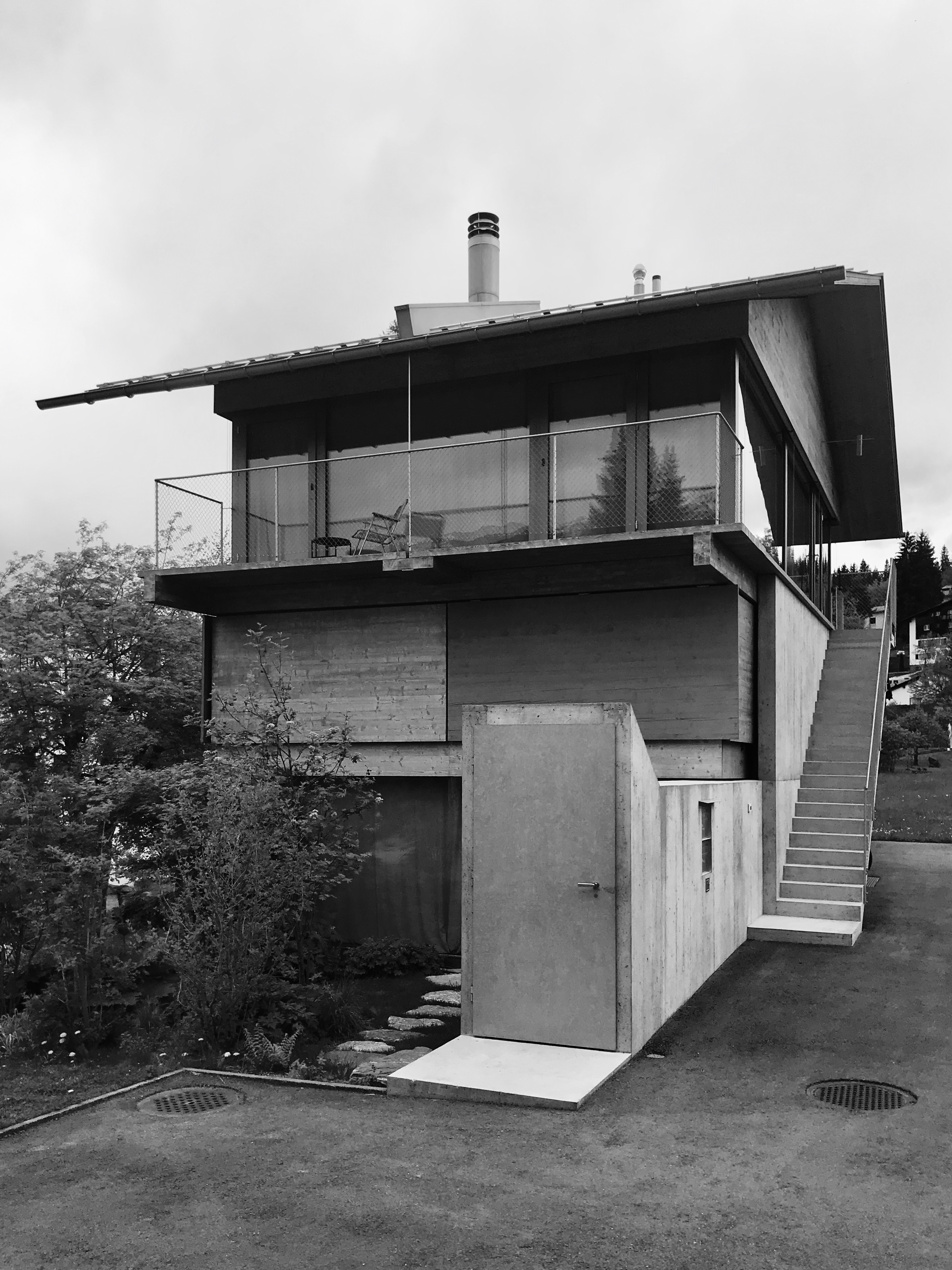
Zweifamilienhaus Sulten, Flims

## Partner
Georg Nickisch (* 1977) studierte bis 2005 Architektur an der Accademia di Architettura di Mendrisio und diplomierte bei Peter Zumthor. Nickisch lehrte er an der Accademia di Architettura di Mendrisio bei Jonathan Sergison (2007–13), der Universität Genf (2015–17), der Porto Academy (2022) und seit 2025 an der Fachhochschule Graubünden. Georg Nickisch wurde 2025 als Gastkritiker von Maurus Schifferli an die KIT eingeladen.
Selina Walder (* 1976) studierte bis 2004 Architektur an der Accademia di Architettura di Mendrisio und diplomierte bei Valerio Olgiati. Walder arbeitete bei Christian Kerez, u. a. am Schulhaus Leutschenbach. Sie lehrte an der Accademia di Architettura di Mendrisio bei Valerio Olgiati (2007–13), der Porto Academy (2022) und seit 2025 an der Fachhochschule Graubünden.

## Bauten

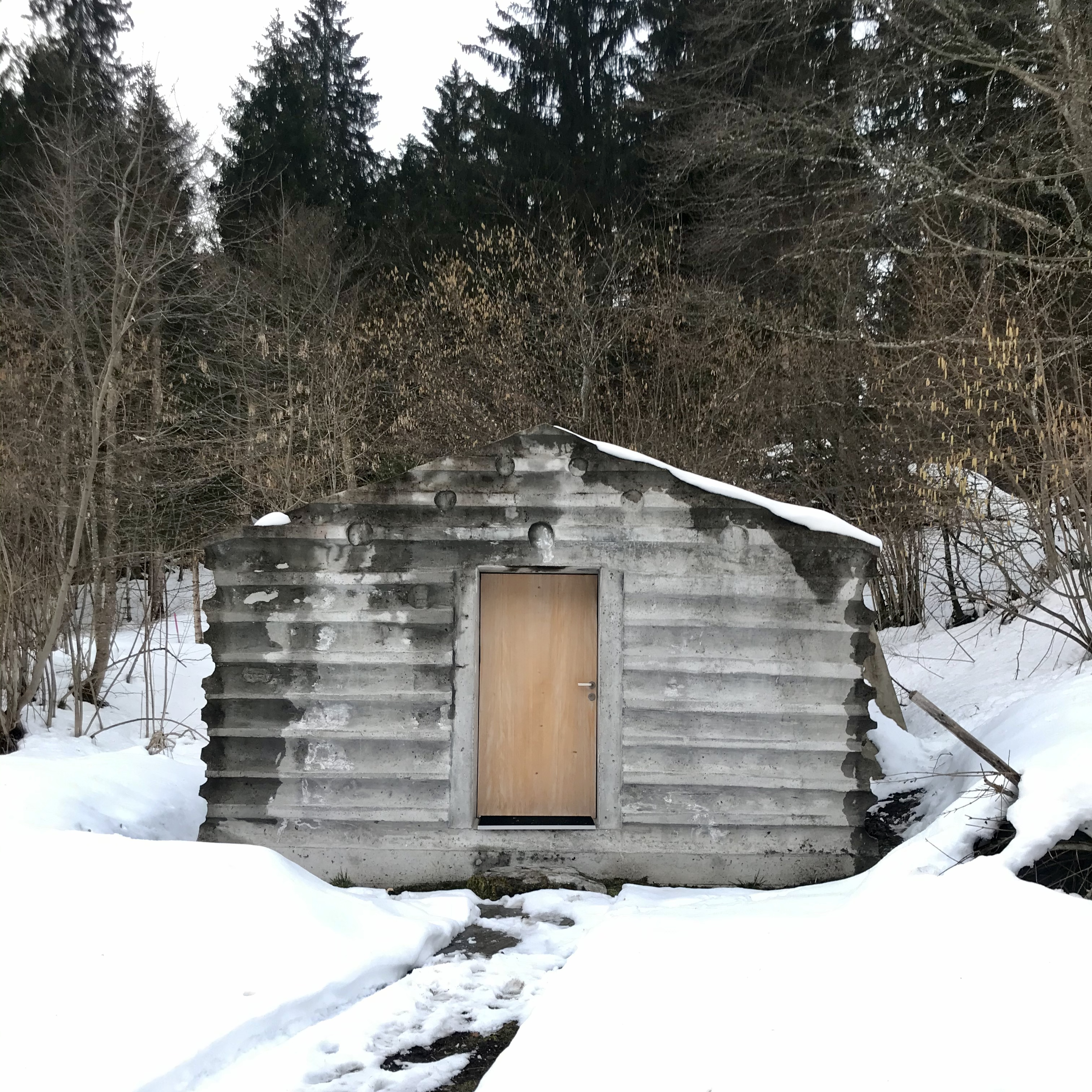
Refugi Lieptgas, Flims-Waldhaus

Eine Auswahl von Nickisch Walders Bauten werden von Ralph Feiner fotografiert.
- 2008–11: Hörsaal Weber, Landquart mit Valerio Olgiati und Conzett Bronzini Gartmann[1]
- 2013–14: Base Camp, Matterhorn[2][3]
- 2012: Refugi Lieptgas, Flims-Waldhaus[4][5]
- 2016: Restaurierung Ehemaliges Schulhaus, Valendas (Bündner Heimatschutz)[6][7]
- 2013–18: Zweifamilienhaus Sulten, Flims mit Ferrari Gartmann
- 2020: Umbau Ferienhaus, St. Antönien
- seit 2018: Tagungszentrum Landwirtschaftliches Bildungs- und Beratungszentrum, Plantahof mit Maurus Schifferli
- Restaurierung Altes Schulhaus, Valendas mit Franz Bärtsch[8]

## Auszeichnungen und Preise
- 2017: SIA Umsicht – Regards – Sguardi für Restaurierung Altes Schulhaus, Valendas
- 2017: Shortlist – Architekturpreis Beton für Refugi Lieptgas, Flims-Waldhaus
- 2021: Anerkennung – Auszeichnung für gute Bauten im Kanton Graubünden für Zweifamilienhaus Sulten, Flims
- 2021: Auszeichnung – Architekturpreis Beton für Zweifamilienhaus Sulten, Flims
- 2021: Sonderpreis – Prix Lignum für Umbau eines Ferienhauses, St. Antönien
- 2022: Nominierung – Das beste Einfamilienhaus für Zweifamilienhaus Sulten, Flims
- 2022: Nominierung – Swiss Architectural Award[9]

## Filmografie
- 2016: Neue Alpine Architektur in der Schweiz. Vom Bauen in den Bergen, BR Fernsehen

## Interviews
- 2021: Cycle de conférences de la filière d'architecture de la HEIA-FR / Selina Walder, Nickisch Walder
- 2022: Talk Club 2022 :: Walder Nickisch
- 2022: Architektin Selina Walder über das Zweifamilienhaus Sulten, Flims

## Bücher
- Selina Walder (Hrsg.): Dado, Gebaut und Bewohnt von Rudolf Olgiati und Valerio Olgiati. Birkhäuser Verlag, Basel 2010; Deutsch: ISBN 978-3-0346-0375-1, Englisch: ISBN 978-3-0346-0430-7.
- Hochparterre und Bündner Heimatschutz (Hrsg.): Bauen in Graubünden. Ein Architekturführer zu 100 zeitgenössischen Bauten. Edition Hochparterre, Zürich 2013 mit Fotografien von Ralph Feiner
- Daniel Reisch (Hrsg.): Betonbauten in Graubünden. Edition Detail Verlag, München 2019
- BETONSUISSE Marketing AG, Bern (Hrsg.): BETON 21. Architekturpreis / Prix d’architecture / Architecture Prize. gta Verlag, Zürich 2021.